# Henrietta Doran-York
Henrietta Doran-York (sinh ngày 30 tháng 8 năm 1962)  là một chính trị gia đến từ Sint Maarten. Bà là Bộ trưởng Toàn quyền của Sint Maarten kể từ ngày 19 tháng 11 năm 2015. Trước đây bà từng là Thứ trưởng Toàn quyền. Doran-York là thành viên của đảng Liên minh Quốc gia, và đã tham gia nhiều cuộc bầu cử.
Doran-York có một sự nghiệp trong hệ thống nhà tù của Sint Maarten, sau đó nằm dưới sự kiểm soát của Antilles Hà Lan. Cuối cùng bà đã trở thành giám sát viên trưởng. Trong cuộc tổng tuyển cử Antilles của Hà Lan năm 2010, Doran-York đã giành được một ghế. Năm 2011, bà trở thành quản lý tại Bộ Tư pháp Sint Maarten. Vào tháng 5 năm 2015, bà trở thành người đứng đầu Liên minh công chức dân sự/Liên minh khu vực tư nhân.